# Jean-Josèp Cassanèa de Mondonville
Jean-Josèp Cassanèa de Mondonville (Narbona, 25 de desembre de 1711 - Belleville, París, 8 d'octubre de 1772) fou un compositor i violinista occità.

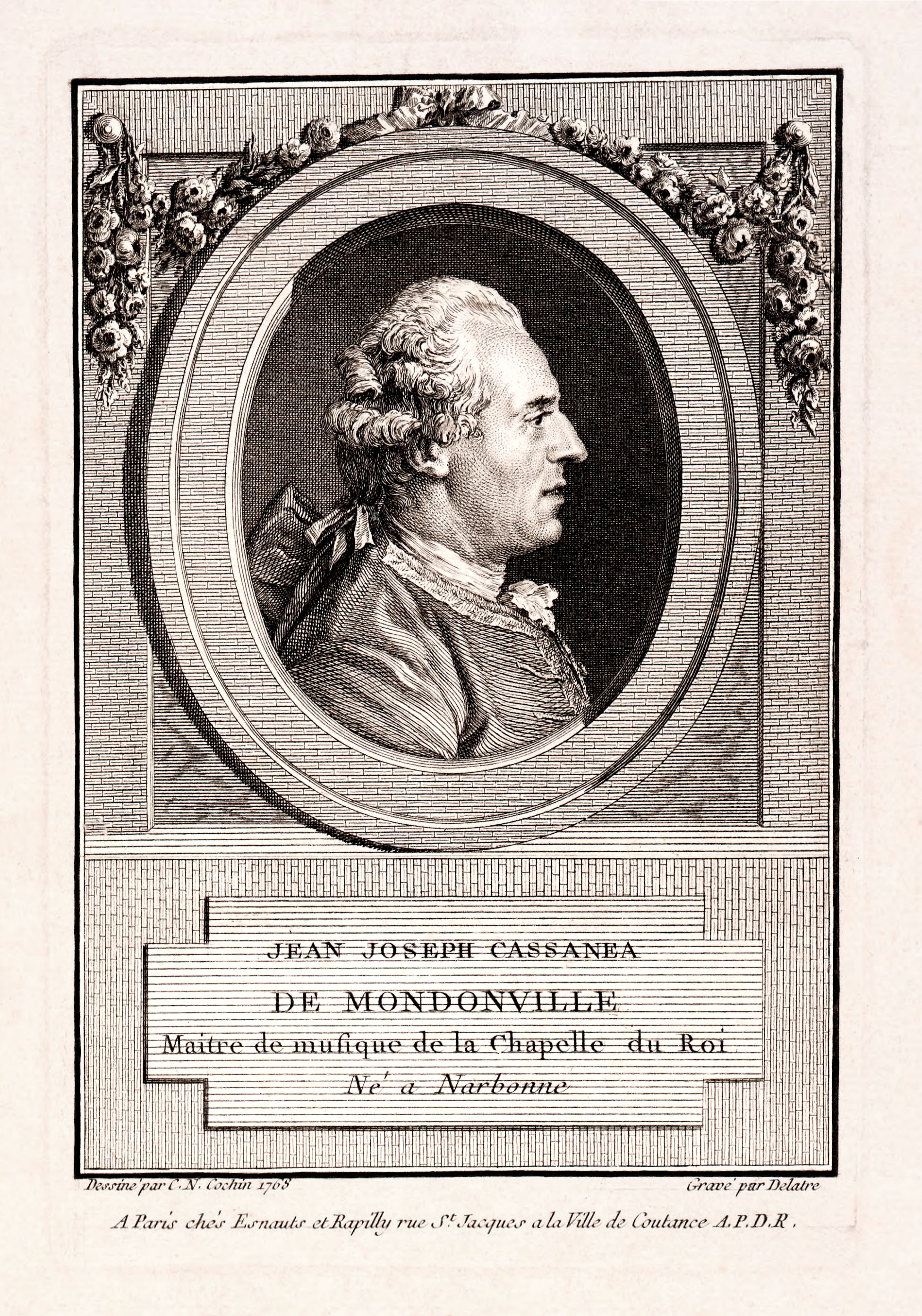
Jean-Joseph Cassanéa de Mondonville

Va ser un contemporani més jove de Jean-Philippe Rameau i va gaudir d'un gran èxit en la seva època. Pierre-Louis Daquin (fill del compositor Louis-Claude Daquin) va afirmar: "Si no pogués ser Rameau, no hi ha ningú que prefereixi ser más que Mondonville".
Estudià amb el seu pare. El 1734 debutà com a violinista al Concert Spirituel (que dirigí més tard, entre 1755 i 1762). Seguidor de Rameau, la seva òpera Triton et l'Aurore (1753) fou defensada pels partidaris de l'òpera francesa en la querelle des bouffons i fou oposada a la italiana. Escriví una òpera pastoral en occità, Dafnís e Alcimadura (1754), representada centenars de cops a París i per tot Occitània durant mig segle. També deixà obres religioses (Cantate Domino), peces per a clavecí i oratoris, el gust pels quals introduí a França.

## Biografia
Mondonville va néixer a Narbona, a Occitània (Sud de França) en una família aristocràtica que havia caigut en moments difícils. El 1733, es va traslladar a París on va obtenir el patrocini de l'amant del rei Madame de Pompadour i va guanyar diversos llocs musicals, inclòs el de violinista per al Concert Spirituel.
El seu primer opus va ser un volum de sonates per a violí, publicat el 1733. Es va convertir en violinista de la "Chapelle royale" i de cambra i va actuar en uns 100 concerts. Alguns dels seus grans motets també van ser interpretats aquell any, rebent considerables aclamacions. Va ser nomenat sous-maître el 1740 i, el 1744, intendent de la "Chapelle royale". Va produir òperes i motets grands per a l'Opéra i el Concert Spirituel respectivament, i es va associar amb el "Théatre des Petits-Cabinets", tot mantenint la seva carrera com a violinista durant tota la dècada de 1740. El 1755, es va convertir en director del Concert Spirituel a la mort de Pancrace Royer. Mondonville va morir a Belleville, prop de París, a l'edat de seixanta anys.

## Música
Música sacra
Entre 1734 i 1755, Mondonville va compondre 17 grans motets, dels quals només se n'han conservat nou. El motet Venite exultemus domino, publicat l'any 1740, li va guanyar el càrrec de "Maître de musique de la Chapelle" (Mestre de Música de la Capella). Gràcies al seu domini tant de la música orquestral com vocal, Mondonville va aportar al gran motet —el gènere musical dominant en el repertori de la "Chapelle royale" (Capella Reial) abans de la Revolució Francesa— una intensitat de color i una qualitat dramàtica desconeguda fins ara. El 1758, va introduir els oratoris com un nou gènere al Concert Spirituel.
Òperes
Encara que la primera obra escènica de Mondonville, Isbé, va ser un fracàs, va tenir un gran èxit amb les formes més lleugeres de l'òpera barroca francesa: l'òpera-ballet i la pastorale héroïque. Les seves obres més populars van ser Le carnaval de Parnasse, Titon et l'Aurore i Daphnis et Alcimadure (per a les quals va escriure el seu propi llibret en llenguadocien, el seu dialecte natiu de la llengua occitana). Titon et l'Aurore van tenir un paper important a la Querelle des Bouffons, la controvèrsia entre partidaris de l'òpera francesa i italiana que va desencadenar a París a principis de la dècada de 1750. Membres del "partit francès" van assegurar que l'estrena de Titon va ser un èxit rotund (els seus oponents fins i tot van al·legar que havien garantit aquest resultat empaquetant de soldats reials l'"Académie Royale de Musique", on es va fer la posada en escena). Tanmateix, l'única incursió de Mondonville en l'òpera francesa seriosa -el gènere conegut com a tragédie en musique- va ser un fracàs. Va fer el pas inusual de reutilitzar un llibret, Thésée, que havia estat establert originalment el 1675 pel "pare de l'òpera francesa", Jean-Baptiste Lully. El moviment audaç de Mondonville per substituir la música tan estimada de Lully per la seva no va donar els seus fruits. L'estrena a la cort l'any 1765 va tenir una acollida mixta i una actuació pública dos anys més tard va acabar amb el públic exigint que fos substituït per l'original. No obstant això, Mondonville estava simplement avançat al seu temps: a la dècada de 1770, es va posar de moda reiniciar les tragèdies de Lully amb música nova, l'exemple més famós va ser Armide de Gluck.

## Obres seleccionades
- Sonates per a violí i baix continu op. 1
- Sonates en trio op. 2 per a dos violins i b. c.
- Pièces de clavecin en sonates op. 3 (6 sonates per a clavicèmbal amb acompanyament de violí, transformades una dècada més tard en 6 Sonates en Symphonies)
- El prefaci de la seva op. 4 conté les primeres fonts escrites del conjunt harmònic, Les sons harmoniques (París i Lilla, 1738)
- Peces de clavicèmbal amb veu o violí op. 5 (1748)

Òperes
- Isbé (1742)
- Bacchus et Erigone (1747)
- Le carnaval du Parnasse (1749)
- Vénus et Adonis (1752)
- Titon et l'Aurore (1753)
- Daphnis et Alcimadure (1754)
- Les fêtes de Paphos (1758)
- Thésée (1765)
- Les projets de l'Amour (1771)

eus aquí les 9 òperes que encara existeixen):
Ballets
- - Érigone, ballet en un acte, llibret de Charles-Antoine Leclerc de La Bruère, Versailles, Théâtre des petits appartements, 21 de març de 1748

Motets
Entre els 17 grans motets compostos per Mondonville, només ens han arribat nou:
- Isbé (1742)
  - Dominus regnavit decorum (Salm92) (1734)
  - Jubilate Deo (Salm99) (1734)
  - Magnus Dominus (Salm47) (1734)
  - Cantate domino (Salm149) (1743)
  - Venite exultemus Domino (Salm94) (1743)
  - Nisi Dominus aedficavit (Salm126) (1743)
  - De profundis (Salm129) (1748)
  - Coeli enarrant gloria (Salm18) (1750)
  - In exitu Israel (Salm113) (1753)

Oratoris
Els tres oratoris de Mondonville (no en sobreviu cap) van ser:
- Les Israélites à la Montagne d'Oreb (1758)
- Les Fureurs de Saul (1759)
- Les Titans (1761

## Enregistraments d'obres de Mondonville
- Pieces de clavecin avec voix ou violon Op.5 Judith Nelson, William Christie, Stanley Ritchie (Harmonia Mundi, 1980)
- Titon et l'Aurore Les Musiciens du Louvre, Marc Minkowski (Erato, 1992)
- Les fêtes de Paphos Les Talens Lyriques, Christophe Rousset (Decca L'Oiseau-Lyre, 1997)
- Les Grands Motets (Dominus regnavit, In exitu Israel, De profundis) Les Arts Florissants, William Christie (Erato, 1997)
- Six sonates 'en symphonies' Op. 3 Les Musiciens du Louvre, Marc Minkowski (Deutsche Grammophon, 1998)
- Venite Exultemus, De Profundis (Grands Motets) Oxford New College Choir, Edward Higginbottom (Helios, 1999)
- The aria "Désirs toujours détruits" from Isbé, sung by Véronique Gens on the collection Tragédiennes (Virgin Classics, 2006)
- Trio Sonatas Op. 2 Ensemble Diderot, Johannes Pramsohler (Audax Records, 2016)
- French Sonatas for Harpsichord and Violin Philippe Grisvard, Johannes Pramsohler (Audax Records, 2018)